# Knockout Kings 2001
Knockout Kings 2001  est un jeu vidéo de boxe sorti en 2000 sur PlayStation et PlayStation 2. Le jeu a été développé et édité par Electronic Arts.
Il fait partie de la série Knockout Kings.

## Personnages jouables
| Poids lourds - Mohamed Ali - Frank Bruno - Eric "Butterbean" Esch - Jack Dempsey - Joe Frazier - Michael Grant - Larry Holmes - Evander Holyfield - Ingemar Johansson - Lennox Lewis - Sonny Liston - Joe Louis - Rocky Marciano - Archie Moore - Ken Norton - Floyd Patterson - Earnie Shavers - David Tua | Poids moyens - Oba Carr - Rubin Carter - Julio César Chávez - Héctor Camacho - Oscar De La Hoya - Roberto Durán - Vernon Forrest - Marvin Hagler - Thomas Hearns - Jake LaMotta - Sugar Ray Leonard - Bronco McKart - Shane Mosley - Ike Quartey - David Reid - Ray Robinson - Fernando Vargas - Pernell Whitaker | Poids légers - Alexis Arguello - Hector Camacho - Julio César Chávez - Diego Corrales - Zab Judah - Kevin Kelley - Danny Lopez - Ray Mancini - Angel Manfredy - Floyd Mayweather Jr. - Barry McGuigan - Erik Morales - Johnny Tapia - Sean O'Grady - Paul Spadafora - Aaron Pryor - Danny Romero - Pernell Whitaker |

## Accueil
- Jeuxvideo.com : 14/20[1]